# Perdaxius
Perdaxius is een gemeente in de Italiaanse provincie Zuid-Sardinië (regio Sardinië) en telt 1466 inwoners (31-12-2004). De oppervlakte bedraagt 29,5 km², de bevolkingsdichtheid is 50 inwoners per km².

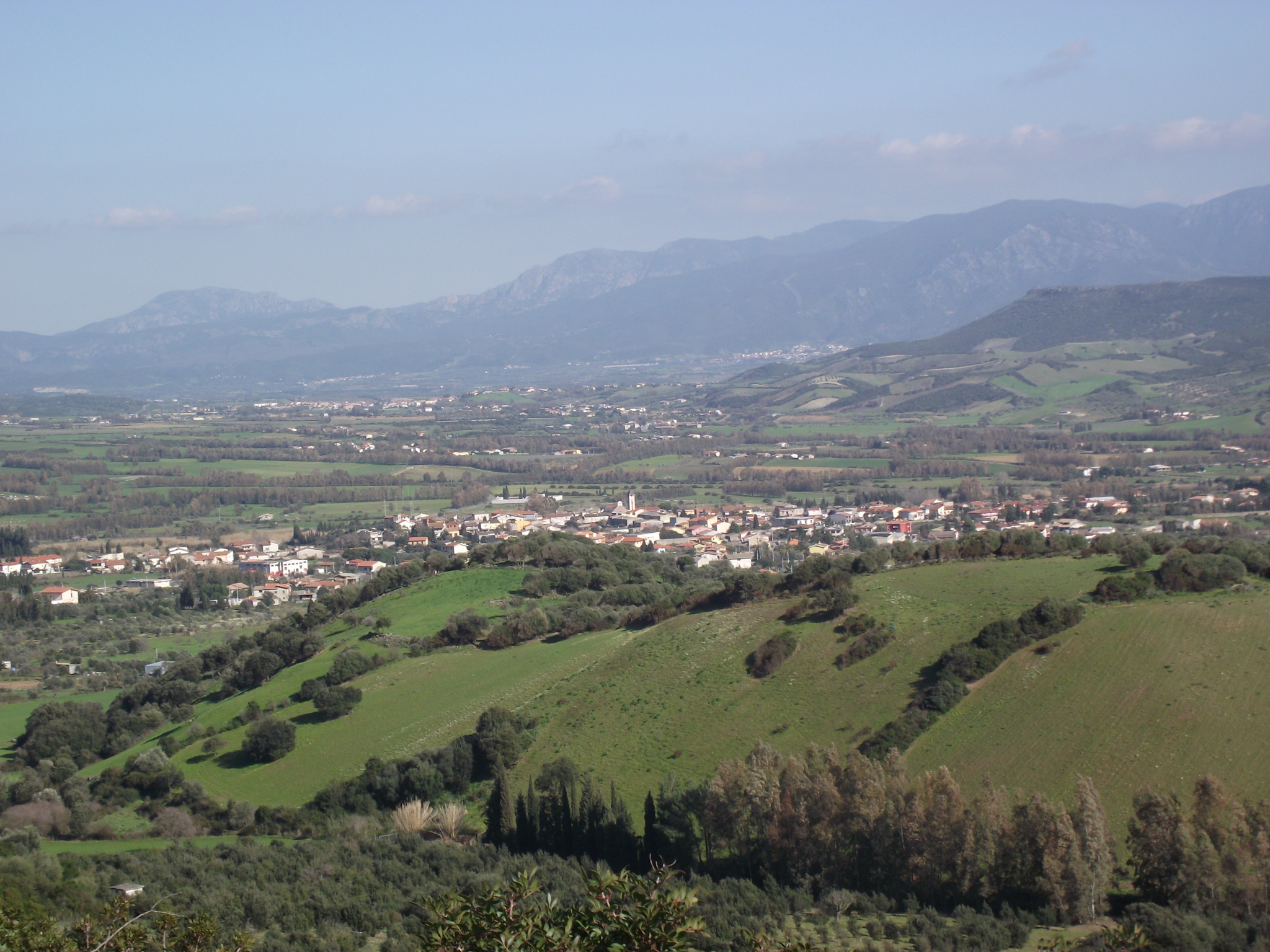
Perdaxius
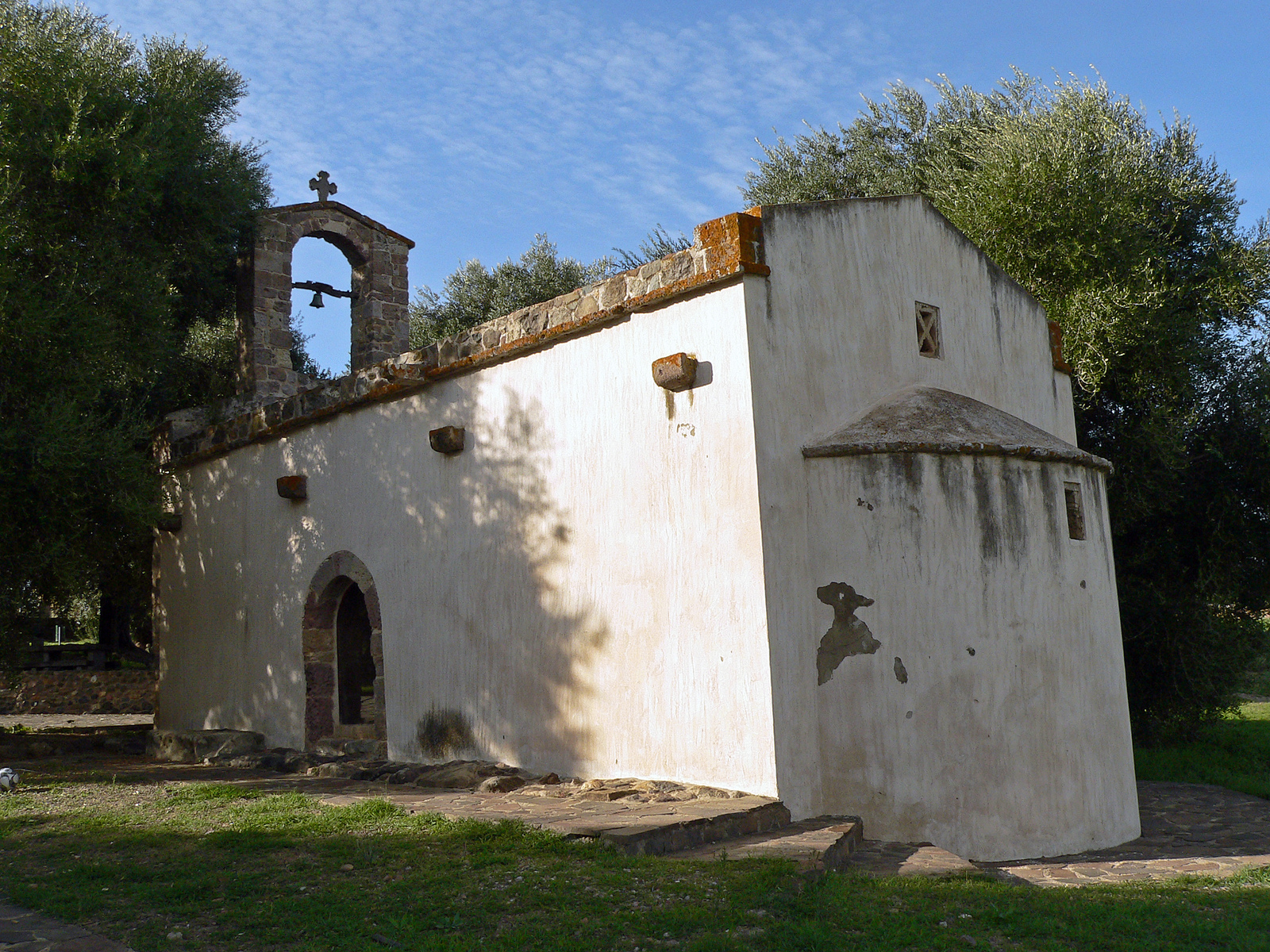
San Leonardokerk

## Demografie
Perdaxius telt ongeveer 535 huishoudens. Het aantal inwoners daalde in de periode 1991-2001 met 3,4% volgens cijfers uit de tienjaarlijkse volkstellingen van ISTAT.
| Jaar | Inwoneraantal |
| ---- | ------------- |
| 1991 | 1516          |
| 2001 | 1465          |

## Geografie
Perdaxius grenst aan de volgende gemeenten: Carbonia, Narcao, Tratalias, Villaperuccio.
Buggerru · Calasetta · Carbonia · Carloforte · Domusnovas · Fluminimaggiore · Giba · Gonnesa · Iglesias · Masainas · Musei · Narcao · Nuxis · Perdaxius · Piscinas · Portoscuso · San Giovanni Suergiu · Sant'Anna Arresi · Sant'Antioco · Santadi · Tratalias · Villamassargia · Villaperuccio
1. ↑  https://demo.istat.it/?l=it.